# Stanisław Noakowski
Stanisław Witold Noakowski (n. 26 martie 1867, Nieszawa - d. 1 octombrie 1928, Varșovia) a fost un arhitect, desenator și pictor de origine poloneză.

## Biografie
În anii 1886–1894 a studiat arhitectura la Academia Imperială de Arte Frumoase din Sankt Petersburg. În 1895, ca bursier al Academiei, a plecat într-o călătorie în Europa. După absolvire a trăit o vreme la Paris, Londra, a vizitat Franța, Italia, Elveția, Cehia, Austria, Germania și Belgia. În 1914, a primit titlul de membru de onoare al Academiei Imperiale de Arte Frumoase din Sankt Petersburg. Din 1919 a activat didactic în cadrul Politehnicii din Varșovia.